# Flüchtlingsarbeit
Unter (ehrenamtlicher) Flüchtlingsarbeit versteht man die Gesamtheit aller Tätigkeiten, die unentgeltlich für die Belange bzw. zugunsten von Flüchtlingen durchgeführt werden. Damit steht diese in enger Verbindung zur Flüchtlingskrise von 2015: Zu diesem Zeitpunkt strömte eine große Anzahl von Flüchtlingen nach Deutschland, was zu einer großen Bereitschaft zur Mithilfe in der Flüchtlingsarbeit führte. Dennoch reicht die Begriffsgeschichte bis in die unmittelbare Nachkriegszeit zurück. So ist im Zusammenhang mit dem Engagement des UNO-Flüchtlingshilfswerks UNHCR wiederholt von internationaler Flüchtlingsarbeit die Rede. Außerdem ist im Zusammenhang mit der Betreuung von Flüchtlingen und Vertriebenen nach 1945 von der entsprechenden, weitgehend ehrenamtlichen Tätigkeit die Rede, auch wenn der Begriff Flüchtlingsarbeit nicht expliziert, sondern als Fürsorge umschrieben wird.
War zuvor vor allem von Flüchtlingshilfe – wie beim Flüchtlingshilfswerk der Vereinten Nationen – die Rede, taucht in den Studien, die sich dem ehrenamtlichen Engagement widmen, die Flüchtlingsarbeit als zentraler Begriff auf, der als Ergänzung zur Flüchtlingshilfe bzw. zur Sozialarbeit den ehrenamtlichen Aspekt von Arbeit betont.

## Wer ist in der Flüchtlingsarbeit ehrenamtlich tätig?
In den Studien zur ehrenamtlichen Flüchtlingsarbeit fällt auf, dass Ehrenamtliche trotz zahlreicher engagierter Männer vorwiegend weiblich, gut gebildet und wirtschaftlich in einer relativ sicheren Position sind, sie wohnen zumeist in Großstädten und sind nur zum Teil – etwa zur Hälfte – religiös, zumeist christlich; außerdem sind zahlreiche Personen mit Migrationshintergrund darunter; Jüngere und Studierende sind überrepräsentiert. Es geht ihnen vor allem darum, als Paten oder Mentoren, Unterkunft und Mobilität zu ermöglichen, bei Behördengängen zu helfen, Sprachkurse, Kinderbetreuung und Stadtführungen anzubieten, als Sprachbegleiter tätig zu sein oder Kleidung bereitzustellen. Auch die Koordination der verschiedenen Hilfsangebote nimmt einen großen Stellenwert ein. Die Arbeit ist oft selbstorganisiert, z. B. in Vereinen, und oft durch bereits bestehende interkulturelle Kontakte oder durch Medienberichte motiviert; der Vernetzungsgrad ist relativ hoch. Teils bieten Institutionen wie zum Beispiel die Volkshochschulen Fortbildungen zur Unterstützung der ehrenamtlichen Arbeit mit Flüchtlingen an.

## Gründe für ehrenamtliches Engagement
Folgt man den Ergebnissen der Studien von 2015 und 2016, dann wird von vielen Befragten ihr Handeln als ein politisches Zeichen im Blick auf das gesellschaftliche Klima gegenüber Flüchtlingen gesehen, vor allem im Blick auf Ersthilfe und Integration. Diese zentrale Motivation vieler Helfender, etwas gesellschaftlich zu bewegen, setzt für die Befragten eine funktionierende zivilgesellschaftliche Zusammenarbeit zwischen Ehrenamtlichen, Behörden und kommunalen Akteuren voraus. Eine wesentliche Rolle kommt der Bildung einer Bürgerbewegung zu, die sich angesichts persönlicher Kontakte von politischen Kategorisierungen distanziert und auf eine neue Zivilgesellschaft und Willkommenskultur abzielt. Dazu gehört auch die zentrale Motivation vieler Helfender, etwas gesellschaftlich zu bewegen.
Die intensive Begegnung mit Migrationsgeschichten im Rahmen von Flüchtlingsarbeit – so zeigen die Studien – rückt den europäischen Aspekt in den Fokus, indem die von den Flüchtlingen erfahrenen unterschiedlichen Haltungen zu ihnen in den einzelnen Flucht-Stationen Fragen nach den Hintergründen und Narrativen eröffnen. Durch den biografischen Zugang im Rahmen der Flüchtlingsarbeit können die unterschiedlichen Erfahrungen von Flucht, Vertreibung, Integration – individuell, gruppenbezogen, ethnisch, religiös, als eigene oder Familienerfahrung – im Sinne eines ‘travelling memory’ oder ‘transnational memory’ kontextualisiert werden. Als eine besondere Form von Erinnerungslernen wird durch den gegenseitigen – vermutlich eher indirekt reflektierenden – Erfahrungsaustausch deutlich: Flüchtlingsarbeit beginnt – vor allem für ältere Ehrenamtliche – nicht erst mit dem Syrienkonflikt, sondern betrifft auch die Migrations- und Asyldiskurse seit den 1970er Jahren und die Nachkriegssituation fremdsprachiger „Displaced Persons“ in Deutschland.
Daher wird in den Studien immer wieder auf die enge Verbindung von Migrations- und Erinnerungsforschung verwiesen.

## Chancen und Herausforderungen ehrenamtlicher Flüchtlingsarbeit
In den Studien zum Thema wird deutlich, dass national geprägte Sozialisation und Enkulturation von Muttersprachlern, aber auch Migranten, eine Herausforderung auf dem Weg zu einem multi- oder transkulturellen Miteinander darstellt, vor allem im Blick auf Migrantenkinder. (Ehrenamtliche) Flüchtlingsarbeit, wie auch ihr hauptamtliches Pendant durch Lehrende und Sozialarbeitende, balanciert somit zwischen kultureller Identität und Assimilation, wenn sie auf Integration abzielt. Dabei beeinflussen auf beiden Seiten Stereotypen diesen Prozess, vor allem im Bildungsbereich. Das wirkt sich auf die jeweilige Gestaltung einer Willkommenskultur aus. Ein Lösungsansatz ist der biografische Zugang im Rahmen der Flüchtlingsarbeit, wo die unterschiedlichen Erfahrungen von Flucht, Vertreibung, Integration – individuell, gruppenbezogen, ethnisch und religiös – als eigene oder Familienerfahrung kontextualisiert und kommuniziert werden.
Das Londoner Institute of Race Relations kritisierte im November 2017, dass in EU-Staaten Gesetze gegen Menschenschmuggel zunehmend auch gegen karitative Organisationen und Personen angewendet würden, die unentgeltlich und aus wohltätigen Gründen Flüchtlinge beherbergen oder befördern.
Als nach dem Russlands Überfall vom 24. Februar 2022 auf die Ukraine mehrere Millionen Menschen aus der Ukraine flüchteten, wurde diesen in europäischen Staaten einen Schutzstatus gewährt, der ihnen einen vorübergehenden Aufenthalt, den Zugang zu medizinischer Behandlung und Sozialhilfe sowie die Erwerbstätigkeit erlaubt, ohne Asyl zu beantragen. In der Schweiz organisiert die Schweizerische Flüchtlingshilfe die Unterbringung in den Bundesasylzentren und koordiniert zentral auch private Unterkünfte für Flüchtlinge. In Deutschland werden dezentral private Unterkünfte angeboten, wobei Freiwilligenorganisationen diese Angebote zunehmend zentral zu vermitteln suchen. Bei der informellen Vermittlung ist es von Bedeutung, einer Ausbeutung der Geflüchteten vorzubeugen.